# ピエール・ドゥ・ロッシュ
ピエール・ドゥ・ロッシュ（PIERRE DEROCHE）は、2004年にピエール・デュボアが設立したスイスの高級時計メーカー。
設立者のピエール・デュボアはクロノグラフなどの製作の名門メーカー「デュボア・デプラ （Dubois et Depraz）」の一族である。腕時計はTNTシリーズが有名である。